# Margarethenkapelle (Muggensturm)

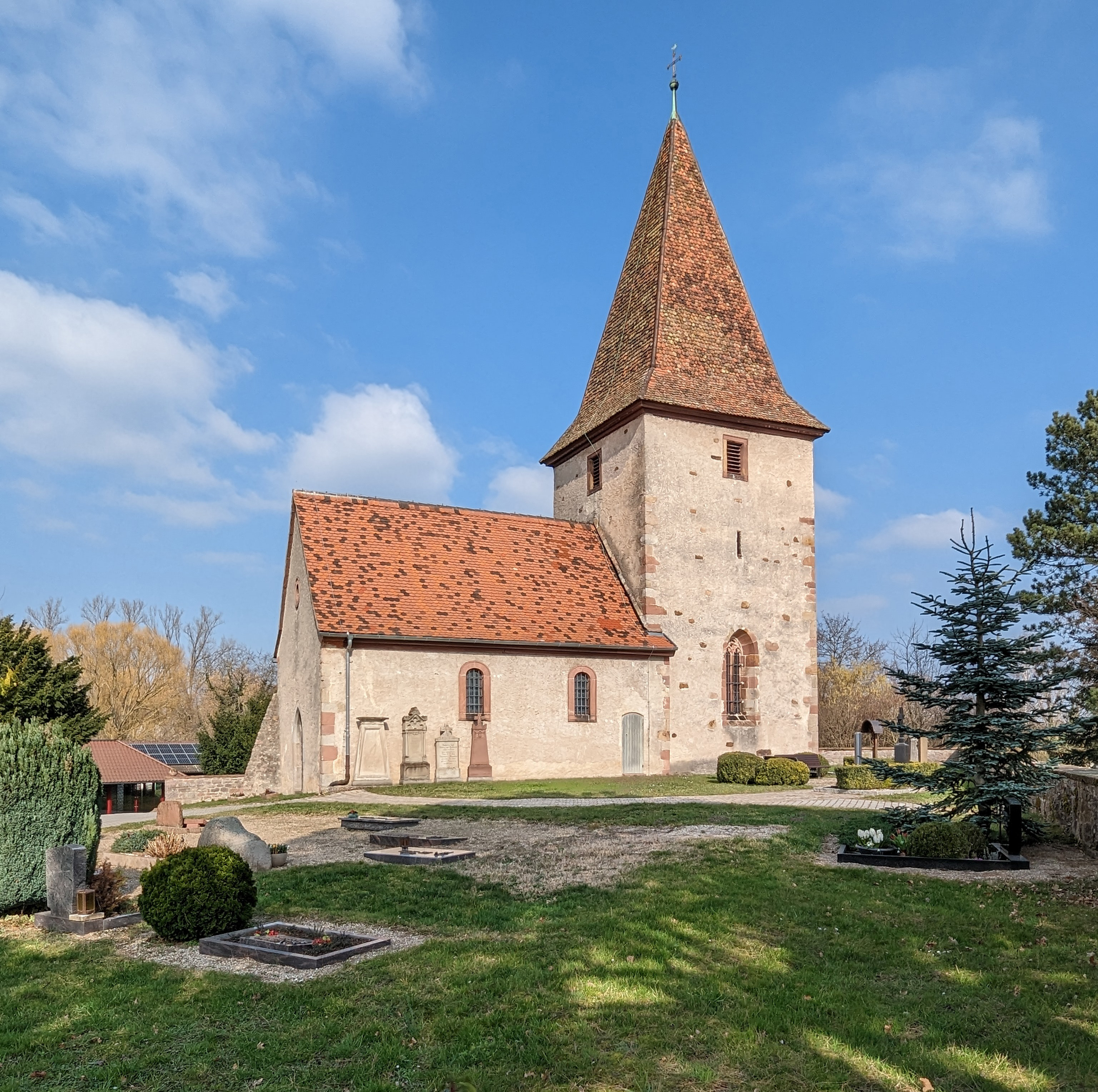
Margarethenkapelle in Muggensturm

Die römisch-katholische Margarethenkapelle steht am Rande des Friedhofs von Muggensturm, einer Gemeinde im Landkreis Rastatt in Baden-Württemberg. Das Bauwerk ist beim Landesamt für Denkmalpflege Baden-Württemberg als Baudenkmal eingetragen.

## Beschreibung

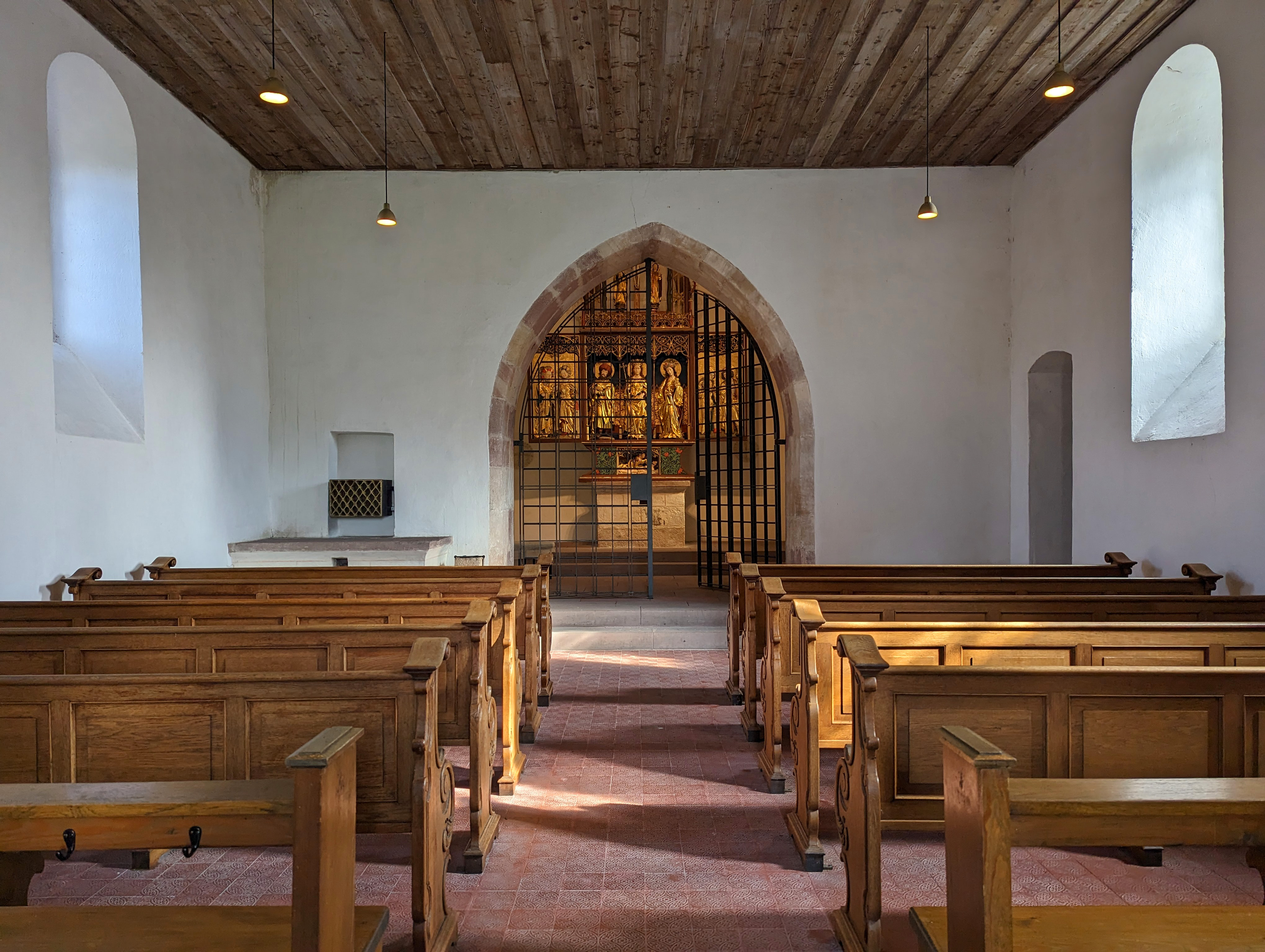
Blick zum Chor

Die Margarethenkapelle ist das heute einzig verbleibende Gebäude der Siedlung Eichelbach. Sie war die damalige Dorfkirche, die im 13. Jahrhundert erbaut wurde. Sie besteht aus einem Langhaus und einem Chorturm im Osten, der mit einem Pyramidendach bedeckt ist. Nur der klotzige Chorturm blieb von der romanischen Anlage erhalten.
Der Innenraum des Langhauses ist mit einer Holzbalkendecke überspannt. Im Chor, das heißt im Erdgeschoss des Chorturms, steht ein um 1480 gebauter Flügelaltar.